# Llista de ciutats d'Oklahoma

Localització de l'estat als Estats Units

Bandera d'Oklahoma

Aquesta és una llista de ciutats d'Oklahoma, en ordre alfabètic. A l'estat d'Oklahoma, les ciutats són totes aquelles entitats de població incorporades amb una població de 1.000 habitants o més. Els pobles es limiten a tenir un consell com a tipus de govern municipal. Les ciutats, en canvi, poden tenir regidors, alcaldes i un consell municipal. Una ciutat també pot fer una petició per ser incorporat com a poble.
| Índex A B C D E F G H I J K L M N O P Q R S T U V W X Y Z |

## A
- Ada
- Aline
- Altus
- Alva
- Anadarko
- Antlers
- Arcadia
- Ardmore
- Atoka

## B
- Barnsdall
- Bartlesville
- Beaver
- Beggs
- Bethany
- Bixby
- Blackwell
- Blanchard
- Boise City
- Bridgeport
- Bristow
- Broken Arrow
- Broken Bow

## C
- Catoosa
- Centrahoma
- Chandler
- Checotah
- Chelsea
- Cherokee
- Chickasha
- Choctaw
- Claremore
- Cleveland
- Clinton
- Coalgate
- Collinsville
- Comanche
- Commerce
- Coweta
- Crescent
- Cushing

## D
- Davis
- Del City
- Dewey
- Drumright
- Duncan
- Durant

## E
- Edmond
- Elgin
- Elk City
- El Reno
- Enid
- Erick
- Eufaula

## F
- Fairview
- Frederick

## G
- Garber
- Geary
- Glenpool
- Grandfield
- Grove
- Guthrie
- Guymon

## H
- Haileyville
- Harrah
- Hartshorne
- Healdton
- Heavener
- Henryetta
- Hobart
- Holdenville
- Hollis
- Hominy
- Hooker
- Hugo

## I
- Idabel

## J
- Jay
- Jenks

## K
- Kaw City
- Kingfisher
- Konawa
- Krebs

## L
- Lawton
- Lehigh
- Lexington
- Lindsay
- Lone Grove

## M
- Madill
- Mangum
- Marietta
- Marlow
- Maud
- McAlester
- Medford
- Miami
- Midwest City
- Minco
- Moore
- Morris
- Muskogee
- Mustang

## N
- Newcastle
- New Cordell
- Newkirk
- Nichols Hills
- Nicoma Park
- Noble
- Norman
- Nowata

## O
- Oilton
- Okemah
- Oklahoma City
- Okmulgee
- Owasso

## P
- Pauls Valley
- Pawhuska
- Pawnee
- Perkins
- Perry
- Picher
- Piedmont
- Ponca City
- Pond Creek
- Poteau
- Prague
- Pryor Creek
- Purcell

## R
- Red Oak
- Ringwood

## S
- Sallisaw
- Sand Springs
- Sapulpa
- Sayre
- Seiling
- Seminole
- Shawnee
- Snyder
- Spencer
- Stigler
- Stillwater
- Stilwell
- Stroud
- Sulphur

## T
- Tahlequah
- Tecumseh
- The Village
- Thomas
- Tishomingo
- Tonkawa
- Tulsa
- Tupelo
- Tuttle

## V
- Vinita

## W
- Wagoner
- Walters
- Warr Acres
- Watonga
- Waurika
- Waynoka
- Weatherford
- Wetumka
- Wewoka
- Wilburton
- Wilson
- Woodward
- Wynnewood

## Y
- Yale
- Yukon

## Llista de les ciutats més poblades d'Oklahoma
Llista de les ciutats més poblades d'Oklahoma amb dades de població del 2006. En blau la capital d'estat i en verd seus de comtat (capitals de comtat).

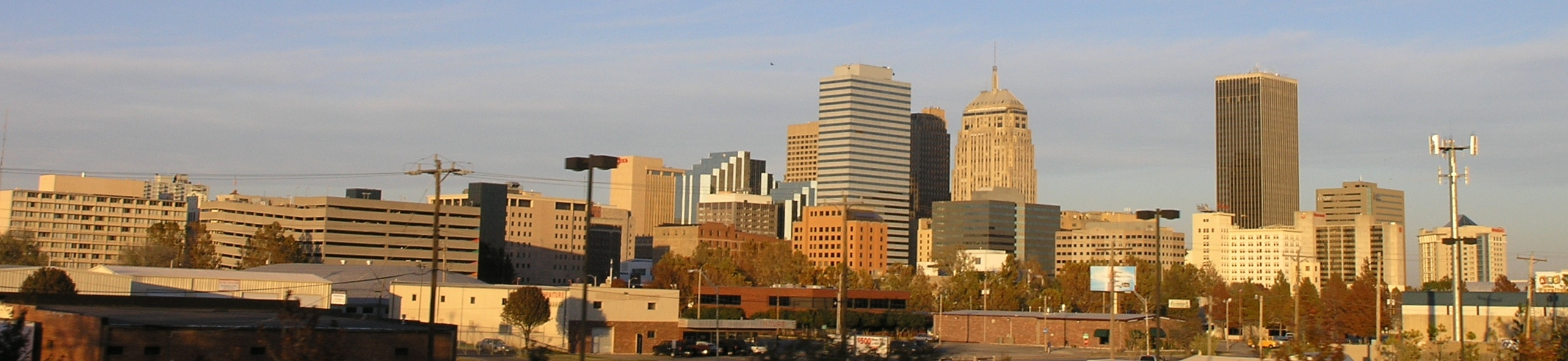
Oklahoma City, la capital d'Oklahoma

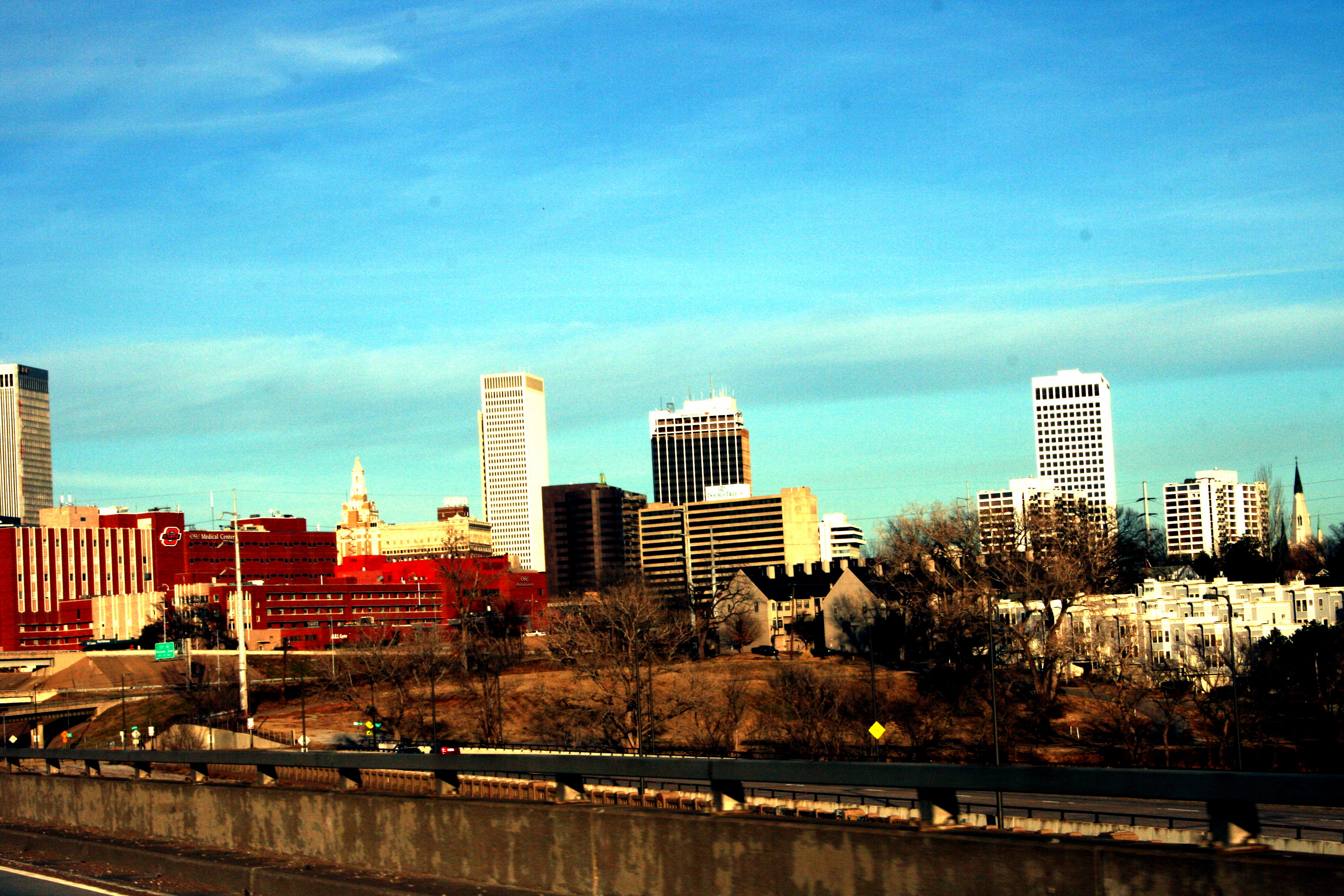
Tulsa, la segona ciutat més gran

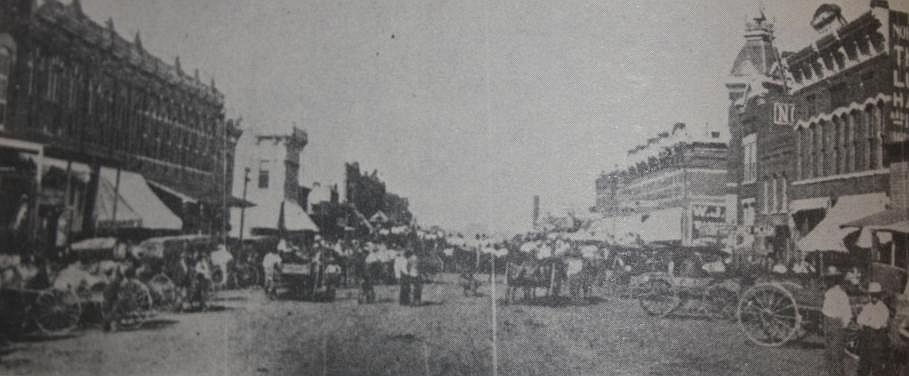
Norman, la tercera ciutat més poblada (fotografia del 1900)

| Rànking | Ciutat        | Població | Comtat                 |
| ------- | ------------- | -------- | ---------------------- |
| 1       | Oklahoma City | 537.738  | Comtat d'Oklahoma      |
| 2       | Tulsa         | 382.872  | Comtat de Tulsa        |
| 3       | Norman        | 102.827  | Comtat de Cleveland    |
| 4       | Broken Arrow  | 88.314   | Comtat de Tulsa        |
| 5       | Lawton        | 87.540   | Comtat de Comanche     |
| 6       | Edmond        | 76.644   | Comtat d'Oklahoma      |
| 7       | Midwest City  | 55.161   | Comtat d'Oklahoma      |
| 8       | Moore         | 49.277   | Comtat de Comanche     |
| 9       | Enid          | 46.514   | Comtat de Garfield     |
| 10      | Stillwater    | 44.818   | Comtat de Payne        |
| 11      | Muskogee      | 40.004   | Comtat de Muskogee     |
| 12      | Bartlesville  | 34.885   | Comtat de Washington   |
| 13      | Shawnee       | 29.989   | Comtat de Pottawatomie |
| 14      | Owasso        | 24.938   | Comtat de Tulsa        |
| 15      | Ponca City    | 24.710   | Comtat de Kay          |
| 16      | Ardmore       | 24.535   | Comtat de Carter       |
| 17      | Duncan        | 22.487   | Comtat de Stephens     |
| 18      | Yukon         | 22.279   | Comtat de Canadian     |
| 19      | Del City      | 21.904   | Comtat d'Oklahoma      |
| 20      | Sapulpa       | 20.871   | Comtat de Creek        |
| 21      | Bethany       | 19.559   | Comtat d'Oklahoma      |
| 22      | Altus         | 19.525   | Comtat de Jackson      |
| 23      | Bixby         | 19.294   | Comtat de Tulsa        |
| 24      | McAlester     | 18.333   | Comtat de Pittsburg    |
| 25      | Sand Springs  | 18.246   | Comtat de Tulsa        |
| 26      | Claremore     | 17.314   | Comtat de Rogers       |
| 27      | Chickasha     | 17.163   | Comtat de Grady        |
| 28      | Mustang       | 16.443   | Comtat de Canadian     |
| 29      | Tahlequah     | 16.237   | Comtat de Cherokee     |
| 30      | El Reno       | 16.222   | Comtat de Canadian     |
| 31      | Ada           | 15.919   | Comtat de Pontotoc     |
| 32      | Durant        | 15.050   | Comtat de Bryan        |
| 33      | Jenks         | 14.123   | Comtat de Tulsa        |
| 34      | Miami         | 13.635   | Comtat d'Ottawa        |
| 35      | Okmulgee      | 12.829   | Comtat d'Okmulgee      |
| 36      | Woodward      | 12.033   | Comtat de Woodward     |
| 37      | Elk City      | 11.002   | Comtat de Beckham      |
| 38      | Guthrie       | 10.924   | Comtat de Logan        |
| 39      | Choctaw       | 10.803   | Comtat d'Oklahoma      |
| 40      | Guymon        | 10.629   | Comtat de Texas        |
| 41      | Weatherford   | 9.938    | Comtat de Custer       |
| 42      | The Village   | 9.772    | Comtat d'Oklahoma      |
| 43      | Warr Acres    | 9.426    | Comtat d'Oklahoma      |
| 44      | Pryor Creek   | 9.294    | Comtat de Mayes        |
| 45      | Glenpool      | 9.142    | Comtat de Tulsa        |